# نانگان
نانگان (به لاتین: Nangan, Lienchiang) یک سکونتگاه مسکونی در تایوان است که در جزایر ماتسو واقع شده‌است.

## خصوصیات
نانگان ۱۰٫۴۰ کیلومترمربع مساحت و ۷٬۴۹۶ نفر جمعیت دارد.